# Уразовська сільська рада (Учалинський район)
Ура́зовська сільська рада (рос. Уразовский сельский совет) — муніципальне утворення у складі Учалинського району Башкортостану, Росія. Адміністративний центр — село Уразово.

## Населення
Населення — 1361 особа (2019, 1683 в 2010, 1945 в 2002).

## Склад
До складу поселення входять такі населені пункти:
| Населений пункт     | Населення, осіб (2002) | Населення, осіб (2010) |
| ------------------- | ---------------------- | ---------------------- |
| Ішмекеєво, присілок | 291                    | 251                    |
| Кулушево, присілок  | 249                    | 151                    |
| Кутуєво, присілок   | 277                    | 230                    |
| Уразово, село       | 1128                   | 1051                   |